# コクーン (映画)
『コクーン』（Cocoon）は1985年のアメリカ合衆国のSFファンタジー映画。監督はロン・ハワード、出演はドン・アメチーとウィルフォード・ブリムリーなど。老人らの異星人との交流を描いている。第58回アカデミー賞で視覚効果賞を受賞した他、アートを演じたアメチーが助演男優賞を受賞している。1988年に続編の『コクーン2/遥かなる地球』が制作された。

## ストーリー
フロリダの老人ホームで余生を送るアートたち三人組の楽しみは、隣りの空き別荘に忍び込み、広い室内プールを無断借用することだった。しかし、その別荘は、ウォルターと名乗る男とその仲間たちに借りられてしまった。
別荘を借りたウォルターたちは、クルーザーの船長ジャックを雇い、フジツボに覆われた大きな球体を次々と海中から引き揚げ始めた。不審がる船長ジャックに、自分たちの正体を明かすウォルターたち。彼らはアンタレア星から来た平和的な宇宙人だったのだ。ウォルターたちの目的は、はるか昔の1万年前に飛来してアトランティスに拠点を設けたものの、陸地が海没してしまったため海中の球体(コクーン＝繭)の中で眠っている二十人の仲間を連れ帰ることだった。
アートたち三人組の老人は、別荘に忍び込むスリルが忘れられず、住人の留守を狙ってプールに侵入した。プールにはウォルターたちが海中から引き揚げた繭が沈められていた。そのプールで泳いだ結果、若者のように生気が蘇るアートたち。ウォルターたちは侵入者に気付いたが、穏やかで知的な彼らはアートたちや船長ジャックと親しく親交を結び、繭に触れない限りプールを使い続けてもよいと認めるのだった。
老人ホームの他の住人たちは、夜遊びするアートたちの活力をいぶかった。それが隣家のプールの効能だと知り、大挙してプールに押し掛ける老人たち。だが、老人たちを活性化させたのは、繭の中の星人を回復させるエネルギーだったのだ。星人たちは衰弱し、繭のひとつが誤って傷つけられたことで不死のはずが死者まで出てしまった。癒しの力が損なわれたプールは、地球人を救うこともできなくなってしまう。
繭の中の星人たちは、もはや宇宙の旅に耐えられない。ウォルターたちは苦渋の決断で繭を海中に戻し、自分たちを回収しに来る宇宙船を待つことになった。謝罪するアートにウォルターは、共にアンタレア星に向かい、地球とは異なる文明を学ぶことを提案した。全てを捨てて宇宙船に乗り込めば、不死の未来が待っているのだ。そして翌日、地球に残る者たちと旅立つ者たちの、別れの時がやって来た。

## スタッフ
- 監督：ロン・ハワード
- 製作：リチャード・D・ザナック、デイヴィッド・ブラウン、リリー・フィニー・ザナック（英語版）
- 原作：デビッド・サパースタイン
- 脚本：トム・ベネデク
- 撮影：ドン・ピーターマン
- 音楽：ジェームズ・ホーナー
- 設定デザイン：ジャック・T・コリス
- エイリアンコンセプト：リック・ベイカー
- 特殊メイク効果：グレッグ・キャノム、ブライアン・ベニカス
- 特殊視覚効果：インダストリアル・ライト&マジック

## キャスト
| 役名                                 | 俳優                       | 日本語吹替                                      |
| 役名                                 | 俳優                       | テレビ朝日版                                    |
| ------------------------------------ | -------------------------- | ----------------------------------------------- |
| アート（アーサー・セルウィン）       | ドン・アメチー             | 納谷悟朗                                        |
| ベン（ベンジャミン・ラケット）       | ウィルフォード・ブリムリー | 宮川洋一                                        |
| ジョー（ジョセフ・フィンレイ）       | ヒューム・クローニン       | 永井一郎                                        |
| ウォルター（エイリアンのリーダー）   | ブライアン・デネヒー       | 石田太郎                                        |
| バーニー（バーナード・レフコビッツ） | ジャック・ギルフォード     | 八奈見乗児                                      |
| ジャック・ボナー                     | スティーヴ・グッテンバーグ | 井上和彦                                        |
| メアリー（マリリン・ラケット）       | モーリン・ステイプルトン   | 麻生美代子                                      |
| アルマ・フィンレイ                   | ジェシカ・タンディ         | 島美弥子                                        |
| ベス・マッカーシー                   | グウェン・ヴァードン       | 中西妙子                                        |
| ロージー・レフコビッツ               | ハータ・ウェア             | 瀬能礼子                                        |
| キティ（エイリアンの一人）           | ターニー・ウェルチ         | 横尾まり                                        |
| デヴィッド                           | バレット・オリバー         | 浪川大輔                                        |
| スーザン                             | リンダ・ハリソン           | 滝沢久美子                                      |
| ピータースバーグ警部                 | ランス・ハワード           | 島香裕                                          |
| ジョン・デクスター                   | クリント・ハワード         | 沢木郁也                                        |
| ポップス                             | チャールズ・ランプキン     | 平林尚三                                        |
| 役不明又はその他                     |                            | 広瀬正志 藤城裕士 竹口安芸子                    |
|                                      |                            |                                                 |
| 翻訳                                 |                            | 額田やえ子                                      |
| 演出                                 |                            | 左近允洋                                        |
| 調整                                 |                            | 飯塚秀保                                        |
| 効果                                 |                            | 東上別符精 PAG                                  |
| 制作                                 |                            | グロービジョン                                  |
| 初回放送                             |                            | 1988年4月24日 『日曜洋画劇場』 ※DVD収録 約105分 |

※日本語吹替は上記の他、1986年に公開されたJAL機内上映版も存在する。

## 解説
- 本作のエイリアン（アンタレア星人）は、『人間的であり、また人間とは明確に違うもの』とのコンセプトにより、スパンデックスの全身スーツを着て、特殊メイクを施された女優が演じている。エイリアンの姿の時は、常に発光していて、その実体は明確には見えず、重力の影響を受けることもない。人間の姿で活動するときは、精巧に作られた人間型の外皮スーツを着用しているという設定である。
- 本作の舞台はフロリダの保養地という設定であり、別荘地の養老院に住む老人たちと『同胞の救出』という任務を帯びて、地球に来訪したエイリアンたちとの交流がテーマとなるが、老人たちの役で往年の名優が多数出演している。
- 本作はパート2が作られるほどのヒット作となった。

## 作品の評価
Rotten Tomatoesによれば、26件の評論のうち77%にあたる20件が高く評価し、平均で10点満点中6.02点を得ている。 
Metacriticによれば、18件の評論のうち10件が高評価で8件が賛否混在、低評価はなく、平均で100点満点中65点を得ている。
また、allcinemaは「この種の作品としては、老いと死をテーマにしながらもペシミスティックな造りになっていないのが珍しく、心地良いが、ラストシーンはあまりにも現実逃避的と言えるかもしれない。」としている。

### 受賞歴
第58回アカデミー賞において助演男優賞（ドン・アメチー）と視覚効果賞を受賞。
第13回サターン賞においてSF映画賞、監督賞、主演男優賞（ヒューム・クローニン）、主演女優賞（ジェシカ・タンディ）、助演女優賞（グウェン・ヴァードン）、脚本賞、音楽賞の7部門にノミネートされるが、いずれも受賞はならなかった。

## パロディなど
- 1985年版『四年の学習』（学研）の読者参加コーナーで『コフーン』というパロディが掲載されたことがある。このパロディ作品には「よみがえるハニワ戦士 コフーンは老人たちを救えるか?」というキャッチコピーがつけられ、剣をかざす戦士姿の埴輪と老人たちが描かれていた。